# Renault Espace
Renault Espace je veliki jednovolumen kojeg proizvodi francuska tvrtka Matra, a prodaje Renault. Espace je prvi put predstavljen 1984. te je bio prvi europski jednovolumen. Trenutačno se Espace proizvodi u četvrtoj generaciji, a dostupan je i u produženoj izvedbi nazvanoj Grand Espace.

## Galerija
- Prva generacija (1984. - 1991.)
- Druga generacija (1991. - 1997.)
- Treća generacija (1997. - 2003.)
- Četvrta generacija (od 2002.)